# Erik Lesser
Erik Lesser (n. 17 mai 1988, Suhl, Republica Democrată Germană, Germania) este un biatlonist german, medaliat olimpic. A participat la 3 ediții ale Jocurilor Olimpice (2014, 2018, 2022) în care a câștigat 2 medalii de argint și o medalie de bronz.